# История на Сицилианското кралство
Историята на Сицилианското кралство – стара италианска държава в южната част на днешна Италия, обхваща периода XI – XIX век.

## Произход
С норманското завладяване на Сицилия, преди това окупирана от арабите, създали емирство там, през 1071 г. се ражда Великото графство Сицилия. Негов родоначалник е родът Отвили, основан от норманския родоначалник Роже I през 1061 г., когато той започва завладяването на Сицилия. Норманите въвеждат нова политическо-социална система в Сицилия – феодалната система.
През 1085 г. граф Роже добавя половината от Калабрия към своите владения, а през 1091 г. завладява и Малта. След като завладяването на Сицилия приключва с падането на последната арабска крепост Ното през 1097 г., Роже I свиква в Мадзара първата сесия на това, което ще се превърне в един от най-старите парламенти в света (заедно с исландския, фарьорския и този на остров Ман).
Неговият наследник Роже II е този, който през 1121 г. разширява господството си над Амалфи и Гаета, над част от Неапол, над Таранто, Капуа и Абруци, а през 1127 г. също и над Херцогство Апулия и Калабрия.
От 1130 г., със свикването на Curiae generalis (събрание, в което участват благородници, рицари, феодали и духовенство, специално свикано, за да слуша думата на суверена и да прилага неговите регулаторни разпоредби) в Кралския дворец в Палермо за провъзгласяването на Кралство Сицилия, може да се говори за Сицилиански парламент – първият парламент в съвременния смисъл на суверенна държава.

## Управление на Отвилите
Историкът Алесандро Телезино (XII век) приписва идеята за „конституционен преврат“ на кръговете в Палермо: започва да се внушава на Роже II, настойчиво и с поверителни разговори, че той, с Божията помощ, доминира над всички провинции на Сицилия, Калабрия, Пулия и другите региони, които достигат почти до Рим, и че вече не трябва да кичи с херцогската титла, а да се облагороди с кралската. Роже взема под внимание тези предложения, като събира извън град Салерно съвет от много експерти и много компетентни духовници, както и принцове, графове, барони и други хора, за които знае, че са надеждни, и представя на тяхното внимание тайния и неочакван въпрос, и те одобряват издигането му в крал в Палермо. Херцогът се завръща в Сицилия, обявявайки във всички провинции на своите земи, че всеки с титла, власт и почести трябва да се втурне към Палермо в деня на неговата коронация, която се състои в коледната нощ през 1130 г.
Лангобардският историк Фалко от Беневенто (XI-XII век) и римските източници приписват раждането на Кралство Сицилия на събитие, включващо през 1130 г. папа Инокентий II и неговия антипапа Анаклет II – и двамата наследници на папа Хонорий II, както и Роже II – граф на Сицилия и херцог на Апулия и Калабрия от 1128 г., направен такъв от ръцете на самия папа. Според тази версия на събитията в нощта между 13 и 14 февруари 1130 г. папа Хонорий II (Ламберто Сканабеки) умира и незабавно в Колегията на кардиналите се разпалва повторно борбата за наследството между същите две фракции, които вече са се сблъскали няколко години по-рано (1124 г.) по повод избирането на Сканабеки. 16-те кардинали, принадлежащи към рода Франджипане, водени от кардинал Аймерих, избират кардинал Грегорий Папарески за папа с името Инокентий II. Останалите четиринадесет кардинали, принадлежащи към семейство Пиерлеони, избират кардинал Пиетро Пиерлеони за папа с името Анаклет II. Малко след това Пиерлеони успява да получи одобрението на някои от кардиналите, избрали Папарески, като по този начин събира мнозинството от гласовете на колегията и следователно се акредитира като легитимен папа. Тъй като Инокентий II не възнамерява да се откаже от тиарата, в Римската църква настъпва истинска схизма, която в крайна сметка включва главно нецърковни елементи, т.е. някои големи европейски държави като Англия, Франция и Германия, които заедно с голяма част от Италия, подкрепила Инокентий II. Папа Анаклет II, набелязан и заради еврейския си произход и напълно изолиран, поисква подкрепата на норманите на херцог Роже II, на когото предлага в замяна кралската корона. Династията Отвили, към която принадлежи херцогът, вече е завладяла Сицилия, превръщайки я в кардинална точка в световната търговия и икономика по това време.
Херцогът не пропуска възможността и сключва на 27 септември 1130 г. истински военен съюз с папата, след което последният издава була, която прави графа на Сицилия, както и херцог на Калабрия и Пулия, крал на Сицилия. Той предоставя кралска власт на херцога: „Ние следователно предоставяме, даваме и позволяваме на вас, на вашия син Рожер, на другите ви деца, които според вашите разпоредби трябва да успеят в кралството, и на вашите потомци, короната на кралство Сицилия, Калабрия и Пулия и на цялата земя, която ние и нашите предшественици дарихме и предоставихме на вашите предшественици, херцози на Пулия, припомнените Робер Гискар и неговият син Роже; и ние даваме ти да държиш кралството и цялото кралско достойнство и кралски права завинаги, така че да ги държиш и да господстваш над тях завинаги, и ние установяваме Сицилия като глава на кралството“. Curiae generalis го провъзгласява за крал на Сицилия, след което в коледната нощ на същата година, като предприема церемония, която вече е била наблюдавана през 800 г. по случай коронацията на Карл Велики, той е коронясан в столицата Палермо като „Роже II, крал на Сицилия, Херцогство Апулия и Княжество Капуа“ (Rex Siciliae, ducatus Apuliae et principatus Capuae).

### Крал Роже II
Кралство Сицилия е родено в коледната нощ на 1130 г. и е поверено в ръцете на сина на човека, който е завладял Сицилия от арабите. То е родено под знамето на норманската династия на Отвилите и в името на древната сицилиотска монархия, основана от Агатокъл, символично поета от итало-норманската династия и включва не само остров Сицилия, но и земите на Калабрия и Пулия. Роже II, обединявайки целия Юг под своя власт, създава третата от големите държави в Европа.
Папа Инокентий II обаче, считайки себе си за легитимен папа, отлъчва антипапа Анаклет II и обявява всичките му действия за нулеви. В поредица от последващи събори в Реймс (1131), Пиаченца (1132), Пиза (1135) той е признат за легитимен папа от Англия, Испания, Франция, Милано и Германия. На 4 юни 1133 г. коронясва Лотар II за император в Сан Джовани ин Латерано.
До този момент Анаклет II може да разчита само на подкрепата на град Рим и на норманите на крал Роже II. Тъй като разколът между двамата папи изглежда нелечим, прибягването до оръжие е неизбежно, особено защото император Лотар е подтикван да направи това от непрекъснатата намеса на Бернар от Клерво, който е яростен враг на Анаклет II. Със идването на Лотар в Италия започва конфликт между Империята и норманите, при който Роже II постепенно губи териториите на полуостровна Италия. След като Лотар си тръгва през октомври 1137 г., Роже превзема Салерно, Авелино, Беневенто и Капуа. И Неапол, след година обсада, е принуден да капитулира точно след тръгването на Лотар.
През декември 1137 г. умира император Лотар, а на 25 януари 1138 г. умира и антипапата Анаклет II. Семейство Пиерлеони избира нов антипапа в лицето на кардинал Григорий с името Виктор IV. Неговата оставка през май 1138 г., три месеца след избора, особено по настояване на Бернар от Клерво, дава зелена светлина на пълното легитимиране на Инокентий II, който получава признание през май 1138 г. също от кардиналите, лоялни на сем. Пиерлеони. Така схизмата в Римската църква приключва.
През първите месеци на 1139 г. се провежда Вторият латерански събор, който потвърждава нелегитимността на Анаклет II и анулирането на всичките му действия. Съветът отново повтаря отлъчването срещу антипапата и Роже. След това самият папа тръгва срещу Роже начело на силна армия. Но превъзходните военни умения на сицилианския крал му помагат да вземе папа Инокентий за заложник близо до Монтекасино, който, осъзнавайки, че не може да устои на врага, трябва да потвърди кралската корона. На 27 юли 1139 г. близо до Миняно е изготвена привилегията, с която се потвърждава altio in regem, заедно с анексирането на територията на Капуа.
Роже II прави Кралство Сицилия една от най-мощните и най-добре уредени държави в Европа, като му дава законодателна основа с Арианските асизи, обнародвани през 1140 г. в Ариано ди Пулия – правният корпус, който формира новата конституция на Кралство Сицилия. Той е отговорен и за създаването на Catalogus baronum – списък на всичките феодали на кралството, съставен за установяване на по-внимателен контрол върху територията, на васалните отношения и следователно на потенциала на неговата армия. Той е съставен по модела на dîwân al-majlis, въведен в Сицилия от предишните фатимидски владетели, за да контролира прехвърлянето на собствеността върху земята.
Впоследствие Отвилите се посвещават на разширяването на своето царство, анексирайки Неапол на север, но също и преди всичко различни северноафрикански територии (Малта, Гозо и част от Северна Африка, включително тунизийско-либийския хинтерланд между Бона и Триполи) и Корфу. Около 1140 г. Тунис е покорен от Рожер II. През 1146 г. голяма сицилианска флота под командването на Георги Антиохийски – адмирал на Рожер II, напуска Трапани и завладява Триполи и крайбрежната Триполитания, която остава под управлението на Кралство Сицилия почти до края на века.
Опитите на Рожер II да се засели в Африка, първо в Махдия и след това в Триполи, довеждат до създаването на малка норманска империя по бреговете на Ифрикия, с единствено изключение на Тунис. Местните шейхове се подчиняват на властта на краля на Сицилия, който се опитва да насърчи нови християнски селища в региона, за да защити скромното съществуващо християнско население. Роже II мисли да създаде Норманско кралство Африка в тези владения в т. нар. Ифрикия с намерението да го обедини с Кралство Сицилия, но смъртта му през 1154 г. му попречва да направи това. През 1160 г. сицилианците губят Махдия и до 1180 г. и останалата част от Ифрикия.

### Вилхелм I
След смъртта на Роже II на трона се възкачва неговият син Вилхелм I. Скоро той трябва да се изправи пред трудната политическа ситуация поради заплахата от Германската империя на Фридрих I Барбароса, от Византийската империя на Мануил I Комнин и от папството, управлявано от Адриан IV. В началото на 1155 г. Мануил Комнин научава, че бароните на Пулия никога не са гледали с добро око на Отвилите и възнамеряват да се разбунтуват. След като се разбунтува срещу краля на Сицилия, граф Роберто III ди Лоритело сключва споразумение с Византийската империя.
Фридрих I Барбароса, който е в Анкона, е готов да застане на страната на византийците, но бароните му отказват поради сухия климат и болестите, засегнали войските. Първият град, който пада, е Бари, който бързо се предава, а сицилианската армия на Андрия е унищожена. Папа Адриан IV следи напредъка на византийците в Кралство Сицилия със задоволство, тъй като смята, че може по-лесно да разшири границите на Папската държава. На 29 септември 1155 г. папата се присъединява към византийците във войната и тръгва с армията си: за много кратко време византийците и папата завладяват цяла Пулия и Кампания. Вилхелм I не се предава и реорганизира армията си само с една загубена битка от византийците, а направеното за една година е напразно .
Със загубата на завладените територии в Африка през 1160 г. отношенията с благородниците скоро започват отново да се влошават. Матео Бонело, първоначално верен на сицилианската корона на Палермо, е изпратен в Калабрия като посланик на крал Вилхелм I, за да търси дипломатическо решение. По време на мисията обаче той  променя ориентацията си и оглавява бунт срещу краля, съставен от калабрийската и апулийската аристокрация. На 10 ноември 1160 г. той достига Палермо и по улиците на сицилианската столица залавя и публично екзекутира адмирала на кралството Майоне ди Бари. За да потуши бунта, кралят е принуден да заяви, че няма да арестува Бонело; последният се оттегля в Какамо и реорганизира заговор срещу краля. След като суверенът е заловен, заговорът най-накрая предвижда превземането на Палермо, но Бонело по неясни причини не премества войските си. Предаден, Бонело е заловен от краля и затворен до смъртта си. След като бунтът в Палермо се проваля, Роджеро Склаво, който се съюзява с Танкред, граф на Лече и бъдещ крал на Сицилия, напада сарацините, кралят отговаря и ги ограничава извън кралството: Танкреди бяга във Византия, а Роджеро може би отива в Светите земи.

### Вилхелм II
След смъртта на Вилхелм I през 1166 г. 12-годишният му син Вилхелм II Добрият се възкачва на трона под опеката на кралицата майка. Кралят успява да се наслади на период на относителна стабилност и помирение в отношенията между различните фракции на кралството. През 1172 г. той реформира Magna Curia (централния орган на публичната администрация), като разделя института на Magna Curia rationum – върховен финансов орган, и Magna Curia с функциите на Върховен съд. През 1176 г. Алфано ди Камерота –архиепископ на Капуа, е изпратен да преговаря за брака с дъщерята на Хенри II от Англия, за да установи съюз между Отвилите и Плантагенетите. Мисията е изпълнена успешно и принцесата е отведена в столицата. В Палермо на 13 февруари 1177 г. Вилхелм II се жени за Джоана Плантагенет, сестра на Ричард Лъвското сърце. След смъртта на Мануил I Комнин (1180 г.) определеният за наследник Алексий II Комнин е убит и тронът е узурпиран от неговия чичо Андроник I Комнин. Вилхелм II използва възможността от пристигането в двора на Палермо на човек, който твърди, че е Алексий II, за да атакува Византия. Експедицията, под командването на Танкред, акостира в Драч през юни 1185 г. и пристига в Солун, превзет в нощта между 23 и 24 август. Византия изглежда наблизо когато Исак II Ангел заема мястото на недееспособния узурпатор Андроник и византийската армия се реорганизира срещу сицилианската атака. В края на лятото големият сицилиански флот трябва да се върне на острова.
Междувременно Вилхелм II започва преговори с император Фридрих I Барбароса, насочени към брачния съюз на неговата леля Констанс и сина на император Хайнрих VI – брак, който се сключва в Милано на 27 януари 1186 г. Въпреки младата възраст на Вилхелм и съпругата му Джована те не се сдобиват с деца, а възможността за липса на потомци е изрично предвидена в брачния договор за сватбата на Хайнрих VI Хоенщауфен и Констанс Отвилска – последната дъщеря на Рожер II и леля на Вилхелм II, която в крайна сметка би получила Кралство Сицилия.
Управлението на Вилхелм II е особено плодотворно за изкуствата в Сицилия. Сред работите, инициирани от него, заслужава да се спомене катедралата на Монреале, построена през 1174 г. с одобрението на папа Луций III, и абатството Санта Мария ди Маниаче в Бронте, силно желано от кралицата майка Маргарита. Великолепното строителство на двореца Дзиза в Палермо, започнало от неговия предшественик Вилхелм I, също е завършено по време на неговото управление. Катедралата на Палермо също има забележителни строителни намеси.

### Танкред и край на династията Отвили в Сицилия
Танкред, който е в изгнание във Византион заради заговора срещу крал Вилхелм I Злият, се завръща в Сицилия едва през 1166 г. след поемането на престола от Вилхелм II Добрия. Когато последният умира (1189), тъй като няма преки потомци, възниква проблемът с наследяването. При смъртта си без преки потомци той посочва леля си Костанс като наследница и принуждава рицарите да ѝ се закълнат във вярност. Част от двора на Палермо, който също се надява на подкрепа от папата, симпатизира на Танкред – макар и незаконен, той е последният мъжки потомък на Отвилите. Папа Климент III, който не гледа благосклонно на швабите, одобрява коронацията на Танкред за крал на Сицилия в Палермо през ноември 1189 г.
Когато Хайнрих VI, съпруг на Констанс, наследява баща си Фридрих I Барбароса на престола (1191), той незабавно решава да завладее Кралство Сицилия, също подкрепен от флота на Пизанската република, която винаги е била вярна на императора. Въпреки това сицилианската флота успява да победи флотата на Пиза, да унищожи армията на Хайнрих и да залови и затвори леля му Костанс в Салерно. За освобождаването на императрицата Танкред поисква императорът да се съгласи със споразумение за примирие, но примирието не е уговорено, тъй като по време на пътуването до Рим конвоят е нападнат и императрицата е освободена.
През август 1192 г. Танкред жени сина си Роже за Ирина Ангелина – дъщеря на византийския император Исак II Ангел. Роже III, определен да го наследи на трона, умира през декември 1193 г. на 19-годишна възраст и Вилхелм III е определен на негово място. Танкред умира на 55-годишна възраст през февруари 1194 г. от неуточнена болест, докато участва в кампания в полуостровната част на кралството, за да сведе своите васали на имперската вяра до подчинение. Така той е наследен на трона от Вилхелм III, само на 9 години, с регентството на майка му Сибила. През юли 1194 г. император Хайнрих VI се подготвя за идване на полуостровната част на кралството, за да го завладее (към което има претенции като съпруг на Констанс Отвилска), след което продължава към Сицилия, дебаркирайки с армията си в Месина, която е подложена на желязо и огън. В замяна на трона на Вилхелм III и майка му е предложено Графство Лече, но няколко дни по-късно (28 декември) Хайнрих обвинява Сибила в заговор и кара нея, сина ѝ, дъщерите ѝ и всичките лоялни към тях благородници да бъдат арестувани. Вилхелм III е депортиран в Германия, където живее в състояние на полузаточение до смъртта си през 1198 г. на 13-годишна възраст.
 Крале на Сицилия от династията Отвили 
- Роже II (1130-1154)
- Вилхелм I Злия (1154-1166)
- Вилхелм II Добрия (1166-1189)
- Танкред (1189-1194)
- Роже III (некоронясан)
- Вилхелм III (1194-1194)

## Управление на Швабската династия

### Хайнрих I
На 25 декември 1194 г., след като завладява трона и покорява Сицилия с подкрепата на генуезката и пизанската флота и със силата на оръжието, Хайнрих VI Хоенщауфен е коронясан за крал на Сицилия с името „Хайнрих I Сицилиански“. Ден след коронацията съпругата му Костанс Отвилска ражда в Йези дългоочаквания наследник Фридрих II, който получава името „Фридрих Роже“ в чест на двамата си знаменити дядовци Фридрих Барбароса Хоенщауфен и Роже II Отвилски. Въпреки лекотата, с която завладява Кралство Сицилия, Хайнрих VI използва зверска жестокостː дори чичото на Вилхелм III, граф Рикардо от Ачера – ветеран от кръстоносния поход, е хвърлен в затвора.
Императрица Констанс Отвилска, раздвоена между ролята на съпруга със страхлив и омразен характер, и тази на потомка на семейство (Отвили), обичано от сицилианския народ, развива омраза към германците. Хайнрих е наясно, че неговата власт, колкото и огромна да е, няма единство и вижда раждането на своя наследник като правилната възможност за реализиране на органичен проект. През 1196 г. императорът постановява свирепата екзекуция на Рикардо от Ачера, след което смята, че е открил нов заговор срещу него, подозирайки участието и на папа Целестин III. Хайнрих нарежда кървави репресии и масови екзекуции, а атмосферата на терор, обхванала Сицилия, отслабва само с внезапната смърт на императора. В нощта между 28 и 29 септември 1197 г. той умира от обостряне на чревна инфекция, вероятно след отравяне от съпругата му, която го надживява малко повече от година.

### Фридрих II
Когато Хайнрих VI умира преждевременно през 1197 г. в Месина, той е наследен от все още невръстния Фридрих II (като Фридрих I Сицилиански) с регент майка му Костанс, която управлява до смъртта си през 1198 г. като последна кралица от династията Отвили в Сицилия. 
На 18 май 1198 г., само на четири години, Фридрих II е коронясан за крал на Сицилия и е поверен на закрилата на папа Инокентий III. Основната грижа на папата е да запази империята и Кралство Сицилия отделни, поради което той поверява младия крал на регентски съвет, признавайки неговото наследяване на сицилианския трон, докато в Германия той подкрепя Ото IV от Брунсуик – гвелфски кандидат, противопоставен на Филип Швабски – чичото на Фридрих. От 1201 до 1206 г. Фридрих, под ръководството на сенешала Марквард и след това на кондотиера Вилхелм Капароне, получава кралско образование, въпреки че някои автори твърдят, че е отгледан от най-бедните хора на Палермо.
През 1208 г., на 14-годишна възраст, Фридрих II напуска папската защита и директно поема властта в Кралство Сицилия. През същата година Филип Швабски е убит и Ото получава императорската корона, но след като не спазва договорите, сключени преди това с папата, последният започва да подкрепя наследствените права на младия Фридрих, избран за крал на римляните през 1212 г. Осъзнавайки политическата си слабост, Фридрих се съгласява да ограничи намесата на короната в делата на Сицилианската църква и предоставя широка автономия на великите господари на империята (Златна була от Егер, 1213 г.). След като побеждава Ото при Бувин на 27 юли 1214 г., Фридрих е коронясан за крал на Германия в Палатинския параклис в Аахен. Като условие за възкачване на престола Фридрих II обещава на Инокентий да не обединява империята и Кралство Сицилия в едно държавно образувание. Фридрих не дава знак, че иска да абдикира от Кралство Сицилия, въпреки че поддържа твърдото си намерение да запази двете корони разделени.
Поради това той решава да остави Кралство Германия на сина си Хайнрих, като същевременно запазва, като император, върховната контролна власт. Тъй като майка му е сицилианка и е получил образование в Сицилия, вероятно той се чувства повече сицилианец, отколкото германец, но преди всичко познава добре потенциала на своето кралство. Фридрих е незабавно притиснат от новия папа да изпълни обещанието си да свика кръстоносния поход, а папата вярва, че единственият начин да повери Фридрих е да го номинира за император и на 22 ноември 1220 г. той е коронясан за император в Свети Петър в Рим от папа Хонорий III. Избягвайки непрекъснатите искания на папа Хонорий III да предприеме кръстоносния поход, той е отлъчен от Църквата, защото е забавил заминаването си за Светите земи (1227 г.), Фридрих, поддържайки своя кръстоносен обет, получава отстъпването на Йерусалим от султана на Египет и е коронясан за Крал на Йерусалим през 1229 г. Този положителен резултат от водения от него Шести кръстоносен поход обаче е засенчен от кръстоносния поход, който папата насочва срещу него именно заради това, че се е съгласил с един „неверник“. Принуден набързо да се върне в Италия, за да се противопостави на папската армия, той постига споразумение (Мир от Чепрано, 1230 г.), според което се отказва от правото си да потвърждава епископски назначения в Сицилия в замяна на премахване на отлъчването. Междувременно градовете от Ломбардската лига са влезли в спора между папата и императора и вековното разделение между гвелфи и гибелини е възобновено.
Възползвайки се от периода на мир, суверенът се посвещава на вътрешните работи на своите владения. Той провежда интензивна законодателна дейност в Капуа и Катания през 1220 г., в Месина през 1221 г., в Мелфи през 1224 г., в Сиракуза през 1227 г. и в Сан Джермано през 1229 г., като централизира властта в свои ръце, отнемайки я от феодалите, които преди това са ги узурпирали. През август 1231 г. в замъка на Мелфи Фридрих II, с помощта на своя доверен нотариус Пиер дела Виня, издава Constitutiones Augustales (известни също като Конституцията от Мелфи или Liber Augustalis) – законодателният кодекс на Кралство Сицилия, основан на римското и норманското право, считани за едно от най-великите произведения в историята на правото. Резултатът е централизирана, бюрократична и по същество изравнителна държава с характеристики, които историците смятат за „модерни“. Две години по-късно той затяга антиеретическото законодателство, като приравнява ереста с престъпленията срещу краля.
Той също така се погрижва за обучението на класа от образовани служители, които могат да се занимават с обществени дела, като основава Неаполитанския университет. Също така развива медицинската школа в Салерно – първата и най-важна медицинска институция в Европа през Средновековието. Палермо и дворът се превръщат в център на империята и благодарение на покровителството на краля (определен за културата му като Stupor mundi), той се превръща във важен културен център, пресечна точка между гръцките, арабските и еврейските традиции. Тук се ражда Сицилианската поетична школа с първото използване на литературната форма на романски език – сицилианският, който предшества Тосканската школа с поне един век. Сред най-важните представители на Сицилианската школа е Якопо да Лентини – създател на сонета. Много историци, както пише Санти Коренти, виждат във Фридрих политическата предшестване на „фигурата на ренесансовия принц“ или на „национализма на Рисорджименто“.
Във военната област суверенът се погрижва да създаде фабрики и оръжейни складове в основните крепости на кралството: Ариано, Каноза, Лучера, Мелфи, Месина и Палермо. Неговото управление се характеризира с борби срещу папството и италианските комуни, в които той печели победи или се поддава на компромисиː запомняща е забележителната му победа през ноември 1237 г. над Ломбардската лига при Кортенуова, завладявайки бойната колесница (Карочо), който изпраща като почит към папата. На следващата година синът му Енцо (или Енцио) се жени за Аделазия ди Торес, вдовица на Убалдо Висконти ди Галура – съдия (т.е. ръководител) на Торес и Галура, и Фридрих го прави крал на Сардиния. Сардиния е обещана като наследник на папата, който незабавно отлъчва Фридрих по време на Страстната седмица. За да попречи на съвета да потвърди тържествено неговото отлъчване, той блокира сухопътните пътища към Рим и кара двама кардинали и много прелати да бъдат заловени. Имперските войски достигат портите на Рим, но на 22 август 1241 г. възрастният папа Григорий IX умира и Фридрих дипломатично заявява, че се бори с папата, но не и с Църквата (той винаги е бил под отлъчване) и се оттегля в Сицилия. Папа Инокентий IV решава, че подчиняването на Ломбардия на империята не може да бъде прието, и свиква събора, който не само потвърждава отлъчването на Фридрих, но дори го свали, обръщайки се към враговете на му в Германия, за да има друг назначен император. През 1250 г. Фридрих става жертва на сериозна коремна патология, вероятно поради пренебрегвани заболявания, по време на престоя си в Пулия; според Гуидо Бонати обаче той е бил отровен. Смъртта му е последвана от борби за наследяването на престола.

### Манфред – последният крал от Швабската династия
Фридрих II в завещанието си посочва втория си син Конрад IV за универсален наследник и приемник на императорския трон, на този на Сицилия и на този на Йерусалим, и оставя на Манфред Княжество Таранто с други незначителни феоди, както и наместничеството на Кралство Сицилия. През октомври 1251 г. Конрад се придвижва към полуострова, където се среща с имперските викарии, а през януари 1252 г. акостира в Сипонто, след което продължава заедно с Манфред в умиротворяването на кралството. През 1253 г. те връщат под свой контрол бунтовните графства Казерта и Ачера, завладяват Капуа и накрая Неапол през октомври. На 21 май Конрад умира от малария, оставяйки сина си Конрадин под настойничеството на папата. Папството, което продължава да се мръщи на установяването на императорския дом на Швабия, обещава кралството на Едмънд Гърбавия, стига той да окупира кралството със собствената си армия. Въпреки това благодарение на фините дипломатически умения, наследени от баща му, Манфред сключва споразумение с папата, което разглежда папската окупация с просто резервиране на правата на Конрадин и неговите собствени. Манфред, който не се чувства уверен в лицето на папата, набира голяма армия, за да води война срещу папската армия, която побеждава близо до Фоджа. През 1257 г. войната протича благоприятно за швабите, Манфред разбива папската армия и потушава вътрешните бунтове.
Слухът за смъртта на Конрадин се разпространява през 1258 г., вероятно чрез собствената работа на Манфред и прелатите и бароните на кралството канят Манфред да се възкачи на трона. Той е коронясан на 10 август в катедралата на Палермо. Този избор не е признат от папа Александър IV,  който следователно смята Манфред за узурпатор. Между 1258 и 1260 г. властта на Манфред, който става водач на фракцията на гибелините навсякъде, се разпростира из целия полуостров. Силата му също се увеличава от брака на дъщеря му Костанца с Педро III Арагонски (1262 г.). Манфред обаче е отлъчен от Църквата и през 1263 г. френският папа Урбан IV предлага короната на Шарл I Анжуйски, брат на френския крал Луи IX. Той насърчава военна експедиция за завладяване на кралството. Манфред е победен в решителната битка при Беневенто на 26 февруари 1266 г. Сицилианските и сарацинските милиции заедно с германците упорито защитават своя крал, докато италианските изоставят Манфред, който загива в битка с отчаяна доблест.
 Крале на Сицилия от Швабската династия (Хоенщауфен) 
- Хайнрих (1194 – 1197), с Костанс Отвилска (1194 - 1198)
- Фридрих II (I) (1198 – 1250)
- Конрад I (1250 – 1254)
- Конрад II (1254 - 1258)
- Манфред (1258 – 1266) (регент от 1250)

## Управление на Анжуйската династия
Шарл, след като завладява кралството, вече не свиква сицилианския парламент, елиминира голяма част от аристокрацията, заподозряна в лоялност към предишната династия, и заменя нейните представители с много по-доверени дребни феодали, които идват с него в кралството от Франция. Затова той избира чуждестранни държавни служители, с изключение на събирачите на данъци, и търговията, която със швабите се е ръководила от сицилиански, апулийски и неаполитански търговци, скоро преминава в ръцете на тоскански търговци и банкери. С действията си суверенът допринася за влошаване на обедняването на селяните и за арогантността на феодалите в провинцията. Те, привикнали на един вид благородническа анархия, произтичаща от феодалната традиция, с която са свикнали, не са в състояние да се адаптират към бюрократично-административните обичаи на нормандско-швабската епоха, използвани на юг. Неслучайно се смята, че именно по време на управлението на Шарл I с идването на неговите барони се утвърждава онзи типичен за южната аристокрация характер на невярност към трона, насилие и произвол. Тази ситуация бързо кара раздразнената аристокрация да потърси освободител, който скоро е намерен в лицето на Конрадин Швабски – син на Конрад IV, племенник на Манфред и последен потомък на династията Хоенщауфен. През 1268 г. Конрадин се опитва да си върне короната, но е победен в битката при Талякоцо, като по-късно завършва обезглавен на Пиаца дел Меркато в Неапол. Погребан в църквата на Кармин в Неапол, а младостта и смъртта му запазват паметта му жива. След смъртта му Шарл предпочита да живее в Неапол, който става главен център на района Тера ди Лаворо и столица след Сицилианската вечерня от 1282 г.
Шарл I продължава политиката на своите предшественици: той също се стреми да контролира цяла  Италия и към хегемонията в средиземноморския басейн. Първоначално, точно като функция на тази хегемонна мечта, той се присъединява към Осмия кръстоносен поход, организиран от брат му – кралят на Франция Луи IX. След като експедицията в Северна Африка се проваля, кралят се опитва да изгради солидна мрежа от чуждестранни политически съюзи с папството (в Рим той кара да му дадат титлата на сенатор), с гвелфска Флоренция, чиито банкери му предоставят привилегирована кредитна линия, и с Венеция. С Венеция той сключва споразумение за разделянето на Адриатическо море и Балканите: в съответствие с това той установява семейна връзка с Кралство Унгария, женейки сина си Шарл II за дъщерята на Ищван V. Шарл също се кандидатира за империя и предявява претенции за йерусалимския трон.
Въпреки че е признат за глава на гвелфската партия, папството не гледа с добро око на находчивостта на Шарл. Дори изглежда, че Рим се доближава до православната църква при понтификата на папа Григорий X. За да направят това, те активно възпрепятстват плановете му да превземе Константинопол. Самите гвелфи са гледани с подозрение, тъй като са виновни, че са по-отдадени на завладяването на властта в своите градове и налагането на господство на Шарл там, отколкото да защитават свободата на Римската църква. С възкачването на папския престол на Мартин IV – най-благосклонният към него папа, кралят на Сицилия успява да подготви план за завладяване на Византийската империя. Но този проект остава на хартия, защото в Сицилия на 29 март 1282 г. избухва въстание, известно като Сицилианска вечерня. Междувременно сицилианците, изправени пред съюза между папството и Анжуйците, предлагат короната на Сицилия на Педро III  Арагонски, превръщайки въстанието в политически конфликт между сицилианците и Арагонците от една страна, и Анжуйците, папството, Кралство Франция и различните фракции на гвелфите от друга.
Причините за сицилианското въстание трябва да се търсят в силното недоволство към Анжуйците. Това е причинено както от избора да се премести столицата на кралството в Неапол, така и от непопулярността на новото правителство, което докарва страната до бедност. Ситуацията се влошава, когато според историческата реконструкция френски войникът Друе проявява неуважение към сицилианка. Актът, незабавно отмъстен от съпруга ѝ, който убива Друе, слага началото на въстание, което веднага се разпространява от Палермо в цяла Сицилия.
Говори се, че сицилианците, за да идентифицират французите, които се маскират сред обикновените хора, прибягват до шиболет – изключително трудна за произнасяне думаː показват им нахут (cìciri на сицилиански език) и ги молят да произнесат думата; онези, които са предадени от френското им произношение (sciscirì), биват убивани незабавно. Според традицията вечернята е била организирана в голяма тайна от основните представители на сицилианската аристокрация, като Джовани да Прочида, Алаймо ди Лентини, Гуалтиеро ди Калтаджироне и Палмиеро Абате. Сицилианците се заклеват във вярност към Католическата църква и отхвърлянето на нови подчинения на чужд крал, като същевременно се обявяват за конфедерация на свободни комуни (Comunitas Siciliae). Успехът на Communitas Siciliae по същество зависи от консенсуса на Църквата и трябва да е било известно, че папата има стари и консолидирани политически отношения с Кралство Франция (той самият е французин) и с Шарл I Анжуйски.
 Крале на Сицилия от Анжуйската династия 
- Шарл I (1266-1282)

## Управление на Арагонската династия

### Войни на Сицилианската вечерня
Тъй като събитията се влошават, сицилианците поискват помощ от Педро III Арагонски, който, като съпруг на Констанца II Сицилианска – дъщеря на Манфред, се смята за носител на короната на Сицилия и който пристига на острова на 30 август 1282 г.. През септември той получава короната на кралството с името „Педро I Сицилиански“, оставяйки съпругата си Констанца II като регентка и връщайки се в Арагон.
Това участие разширява конфликта: папа Мартин IV и френският крал Филип III застават на страната на Анжуйците. Папа Мартин обявява кръстоносен поход срещу Педро, начело на който е поставен племенникът на Шарл I Анжуйски– френският крал Филип III Смели. Въпреки това смъртта на главните герои през 1285 г. (Мартин IV, Педро III, Филип III и Шарл I) означава, че войната придобива ендемичен характер и се проточва във времето. Първият опит за разрешаване на конфликта е направен през 1295 г. в Анани под егидата на Светия престол: новият крал Хайме II, заинтересован от възстановяването на отношенията с папата, се задължава с Шарл II Анжуйски да му отстъпи Сицилия при неговата смърт. Сицилианците обаче, предвиждайки завръщане при омразните Анжуйци, се надигат и предлагат короната на острова на брата на Хайме, Федерико, който, инвестиран от сицилианския парламент и Voluntas Siculorum, е коронясан за крал на Сицилия в катедралата на Палермо с името „Федерико III“.
Конфликтът завършва през 1302 г. с мира от Калтабелота (31 август), който установява разделянето на кралството на две: Regnum Siciliae citra Pharum (Кралство Неапол) и Regnum Siciliae ultra Pharum (известно също за кратък период като Кралство Тринакрия), с условието Фридрих III да продължи да царува с титлата „крал на Тринакрия“ и че след смъртта му короната ще се върне на Анжуйците. Въпреки това през 1313 г. той претендира за титлата на крал за своя син Педро и променя титлата на „крал на Сицилия“, създавайки абсурда, че има две кралства на Сицилия и двама крале на Сицилия. Това предизвиква неизбежната реакция на Анжуйците и подновяването на войната, която се проточва до 20 август 1372 г., когато приключва след деветдесет години с Договора от Авиньон (20 август), подписан от Джована I Анжуйска и Фридрих IV Сицилиански със съгласието на папа Григорий XI.

### Кралство Сицилия отвъд Фара
През 1285 г. със смъртта на Педро I неговият второроден син Хайме Справедливи го наследява на трона на Сицилия като Хайме I, докато като негов най-голям син Алфонсо III го наследява на трона на Арагон и Валенсия и в Княжество Каталония. През 1291 г. след внезапната смърт на Алфонсо III неговият наследник Вилхелм се възкачва на престола на Арагон, оставяйки наместничеството в Сицилия на брат си Федерико III, който веднага се показва като много внимателен към молбите на сицилианците. На 12 юни 1295 г. Хайме I и Шарл II Анжуйски търсят изход от конфликта на вечернята с Договора от Анани, който предава Сицилия на папата, който от своя страна я връща обратно на Анжуйците в замяна на кралствата Сардиния и Корсика. Така сицилианците се чувстват предадени и изоставени и в този контекст сицилианският парламент, заседаващ в замъка Урсино в Катания, избира Федерико за крал на Сицилия, отричайки Вилхелм. На 15 януари 1296 г. парламентът признава Федерико III за крал на Сицилия. Официалната коронация се състои на 25 март 1296 г. в катедралата на Палермо. Той възобновява Сицилианската вечерня, след което папа Бонифаций VIII, в началото на 1297 г., призова Вилхелм II и Шарл II Анжуйски в Рим и ги насърчава да завладеят отново Сицилия според договора от Анани. Федерико II успява да устои на офанзивите, предприети от много европейски държави: Кралство Франция, Папската държава, Анжуйското Кралство Неапол, италианските гвелфски градове и Кралство Арагон, а през 1302 г. с мира от Калтабелота (31 август) е признат за крал на Тринакрия.
През 1313 г. войната между Анжуйците и Сицилия се подновява. На следващата година сицилианският парламент, пренебрегвайки споразумението, подписано с мира от Калтабелота, потвърждава на Фридрих титлата „крал на Сицилия“,  и повече не на Тринакрия, и признава неговия син Педро за наследник на кралството. През 1321 г. Фридрих кара сина му да бъде коронясан като съвладетел и приемник, привличайки гнева на папа Йоан XXII, който налага интердикт върху Сицилия и го вдига едва през 1334 г. Фридрих е наследен през 1337 г. от сина си Педро IIː краткото му управление е белязано от силни конфликти между короната и благородниците. На 15 август 1342 г. той е наследен от най-големия си син Лудвиг под опеката на майка си Елизабет от Каринтия и чичо си Джовани, който става регент, което причинява силна политическа нестабилност и икономическа криза на острова. Лудвиг умира през 1355 г., поразен от чума само на 17 години. Наследен е от брат си Фридрих IV под опеката на сестра си Еуфемия, която е назначена за регентка. Фридрих IV е запомнен преди всичко с окончателното приключване на спора с Анжуйцците – владетели на Неапол, след деветдесет години взаимни войни, с договора от Авиньон на 20 август 1372 г. Кралицата на Неапол Джована I се отказва от формалните права върху Сицилия, приемайки свършения факт, отсега нататък континенталният Юг също официално ще се нарича Кралство Неапол. След смъртта на 36-годишния Фридрих IV дъщеря му Мария Сицилианска наследява короната на Кралство Сицилия под опеката на Артале I Алагона – това се счита за незаконно, тъй като Фридрих IV е забранил наследяването по женска линия.
През 1392 г. Мария се омъжва за Мартин младши (Мартин I), смятан от сицилианците за узурпатор, тъй като техният съюз е резултат от отвличането на Мария от Гулиелмо Раймондо III Монкада с тайното одобрение на Педро IV Арагонски. Със смъртта на Мария през 1401 г. Сицилианските Арагонци изчезват. През същата година Мартин I отхвърля Договора от Авиньон и управлява Сицилия сам, като вече не се смята за васал на кралете на Неапол. На 21 май 1402 г. в Катания той се жени за втори път за Бланка I Наварска, която става кралица на Тринакрия. Със смъртта на Мартин I баща му Мартин I Арагонски става крал на Сицилия с името Мартин II. Поради липса на наследници тази линия на наследяване води до края на независимостта на Кралство Сицилия. За кратък период седалище на кралството е Катания. Смъртта на Мартин II през 1410 г. е последвана от период на несигурност, наречен междуцарствие, който продължава две години.

### Съюз с Арагонската корона и вицекрале
С компромиса от Каспе от 1412 г. парламентът решава, че Фернандо I – инфант от кастилския дом на Трастамара, който е провъзгласен за крал на 28 юни 1412 г., ще бъде суверен на Арагонската корона и крал на Сицилия. Бланка I Наварска е номинирана за кралица на Арагон с титлата „викарий на Сицилия“ от краля на Арагон Фернандо I. За кратък период сицилианците се надяват да се върнат към собствен двор, тъй като Мартин I се жени за Бланка и затова някои сицилиански благородници се опитват да предложат Николо Пералта като съпруг на кралицата. През 1416 г. Бланка става кралица на Навара, в резултат на което островът губи своята независимост и е управляван от вицекрал.
След смъртта на Фернандо I на 2 април 1416 г. царува Алфонсо V Великодушни. Като вижда, че сицилианците, поради жаждата си за независимост, искат да изберат за крал на Сицилия брат му Хуан – губернатор от името на баща им, той го отзовава в двора и го изпраща в Кастилия, за да помогне на другия им брат Енрике от Трастамара.
Алфонсо обединява Арагонската корона с Неаполитанското кралство и го обединява, макар и само формално под короната на краля на Кралство Сицилия отвъд Фара, тъй като папските инвеститури и кралствата вече са станали две. Той създава най-стария университет в Сицилия (Siciliae Studium Generale) в Катания през 1434 г. След смъртта си оставя Кралство Неапол на своя незаконен син Фердинанд, докато всички останали титли от Арагонската корона, включително Сицилия, отиват у брат му Хуан. През 1458 г. Хуан е коронясан за крал на Сицилия в замъка на Калтаджироне и става Хуан II, крал на Арагонската корона, и Хуан I на Сицилия.
Много сицилианци се опитват да избутат на трона на Сицилия сина на Хуан I, Карл от Виана, но той отказва, предпочитайки да поддържа добри отношения с баща си. Хуан I неутрализира всички рискове, като обявява постоянното анексиране на кралството към Арагонското господство и впоследствие с политика на широки отстъпки към привилегированите класи. През 1469 г. той успява да ожени сина си Фернандо II Католика за Исабела I Кастилска – наследница на трона на Кастилия. След смъртта на баща си на 20 януари 1479 г. Фернандо става крал като Фернандо II Сицилийски. След неуспешен опит да разшири Трибунала на инквизицията от Испания в Сицилия през октомври 1487 г. той създава Трибунала на Инквизицията, а първият делегат инквизитор, брат Агостино Ла Пена, е изпратен в Сицилия назначаването е одобрено от папа Инокентий VIII. Апостолическите инквизитори от Инквизицията на Светия престол вече действат на острова, макар и с по-малко строги методи от тези на Испанската инквизиция. На 18 юни 1492 г. едикт на Фернандо II Католика налага безусловно, че евреите трябва да напуснат Сицилия завинаги в рамките на три месеца, под заплаха от смъртно наказание, заличавайки етническа, културна, религиозна и езикова идентичност, интегрирана в живота на острова за векове. Той умира на 25 януари 1516 г. Арагонската корона е наследена от неговия племенник Карл V Хабсбург, който приема титлата на крал на Испания и император на Свещената Римска империя, като също наследява Kралство Сицилия с като Карл II Сицилиански.
 Крале на Сицилия или Тринакрия от Арагонската династия (Дом Барселона)
- Педро I - Костанца II (1282-1285)
- Хайме I (1285-1296)
- Федерико III (1296-1337)
- Педро II (1337-1342)
- Лудвиг (1342-1355)
- Фридрих IV (1355-1377)
- Мария (1377-1401) - Мартин I (1392-1401), крал-консорт
- Мартин I (1401-1409)
- Мартин II (1409-1410)

 Крале на Арагонската корона и на Сицилия от Династия Трастамара
- Фернандо I (1412 - 1416)
- Алфонсо I (1416 - 1458)
- Хуан I (1458 - 1479)
- Фернандо II (1479 - 1516)

## Испански вицекрале
От 1415 г. Сицилия е домакин на първия вицекрал на испанския монарх, въпреки че това е само формално, тъй като кралството на острова все още се управлява под опеката на Бланка I Наварска, която напуска острова на следващата година. Това е период на голям упадък, белязан от лошото управление на различните вицекрале, които се редуват на престола, многото народни бунтове, понякога дори кървави, като този от 1516 г. срещу Уго Монкада, наречен „Камък на лошия съвет“ (на итал. Pietra del Malconsiglio).
Със смъртта на Фернандо II Католика през 1516 г. неговият племенник Карл V Хабсбург наследява трона на Сицилия и този на Арагон като Карл II, и концентрирайки цяла Испания в свои ръце, може да се похвали с титлата „крал на Испания“. През 1530 г. той определя остров Малта като владение на Хоспиталиерите, отделяйки го завинаги от сицилианската история.
През 1535 г. той пристига в Сицилия, идвайки от експедицията в Тунис срещу берберските пирати. Той участва в сесията на Сицилианския парламент, в която обобщава решаващата роля на Сицилия във войната срещу османските турци. Нарежда впечатляващи укрепителни дейности в големите центрове и през 1548 г. Игнатий Лойола основава първия йезуитски колеж в света в Месина, който по-късно се трансформира в Messanense Studium Generale или Месинския университет. По време на управлението на Филип II от Испания (Филип I Сицилиански) опасността от набези оказва влияние върху всеки аспект на администрацията, оправдавайки високите данъци и скъпите сухопътни гарнизони и военни кораби. В главните градове на островаː Палермо Трапани, Сиракуза и Месина са създадени градски сенати.
През 1583 г. има ново административно подразделение: след вали-те територията е разделена на 42 комархи (по-късно 44), създадени от вицекраля Маркантонио Колона. Сред основните функции на комархите e фискалната администрация: държавният град, столица на всеки от тях, всъщност е седалището на „secreto“, или кралският служител, който наблюдавал събирането на данъците. Сред функциите на този кабинет е и преброяването на населението на областта: въз основа на преброяванията всъщност се извършва разпределението на данъчното бреме върху жителите на самата област. Със сицилианската конституция от 1812 г. комархите са заменени от 23 области, реорганизирани от 1816 г. в седем провинции.

### Народни въстания
Периодът на Филип III Сицилиански се характеризира с обща икономическа криза на европейско ниво. Кризата достига своя връх до такава степен, че народните бунтове нарастват по брой и интензивност, през 1647 г. това се случва в Палермо, през 1674 г. в Месина и след това в Катания.
Върхът на революцията достига с въстанието в Палермо. Антииспанското въстание, започнало през май 1647 г., първоначално е ръководено от Нино Ла Пелоза, но той скоро е арестуван, докато Джузепе Д'Алези успява да избяга и да пристигне в Неапол, където става свидетел на бунта на Мазаниело.През август, отново в Палермо, Д'Алези подновява бунта срещу испанците, като първо организира дворцов заговор, който обаче е разкрит поради присъствието на двама шпиони. Впоследствие той е избран от народа за генерален капитан. С тази титла той събира мъжете, атакува кралската оръжейна и с тези оръжия отива да завладее кралския дворец, като първоначално успява да прогони вицекраля и да свика занаятчии и благородници, за да обсъдят нов статут за кралство под контрола на самите сицилианци. Сицилианските благородници обаче не са доволни от този нов статут и организират нови бунтове с фалшивото обвинение, че иска да отстъпи Сицилия на омразните французи. Д'Алеси е обезглавен, а неговите сътрудници са убити.
Антииспанското месинско въстание с подкрепата на френския крал Луи XIV избухва през 1674 г. Сред задействащите причини са отнемането на историческите привилегии, на които градът се радва, до такава степен че се състезава с Палермо за ролята на столица на кралството, както и на някои гладове и епидемии, които влошават условията на живот на хората от Месина. Градът става френски протекторат. През 1678 г. обаче, с подписването на Неймегенския мир между Франция и Испания, французите изоставят Месина, който претърпява жестока испанска реконкиста.

## От Испанските Бурбони до Хабсбургите
В монархическия период на Карлос II Сицилия е шокирана от земетресението във Вал ди Ното през 1693 г., което срива със земята десетки градове. Необходимостта от реконструкция води редица дизайнери, художници и архитекти на острова, които допринасят за раждането на Сицилианския барок. През 1700 г., със смъртта на Карлос, Филип V от Испанските Бурбони се възкачва на трона. С Утрехтския мирен договор (март-април 1713 г.), който слага край на Войната за испанското наследство, Сицилия е предоставена на херцог Виктор Амадей II Савойски.
Крале на Испания и на Сицилия
- Карл II (1516-1556)
- Филип I (1556-1598)
- Филип II (1598-1621)
- Филип III (1621-1665)
- Карлос III (1665-1700)
- Филип IV (1700-1713)

През 1711 г. спорът за Липари поражда конфликт между сицилианската монархия и папството, който продължава много години. Периодът на вицекралете от името на Испания приключва през 1713 г. поради Войната за испанското наследство.
Савойски крале на Сицилия
- Виктор Амадей (1713-1720)

През 1713 г. с Договора от Утрехт Виктор Амадей признава Савойското херцогство, анексирано към Кралство Сицилия; щом мъжкият клон на Савоя изчезне, кралството ще се върне под короната на Мадрид. На 24 декември, след пищна церемония в катедралата на Палермо, херцог Виктор Амадей II и съпругата му Анна Мария Орлеанска получават кралската корона. Следователно с него Савойската династия получава кралската титла. След битката при Франкавила (20 юни  1719 г.) Виктор Амадей запазва суверенитета над Сицилия до 1720 г., когато пристига предложението от Виена да се присъедини към сега подписания Четворен съюз в замяна на титлата на крал на Сардиния. С договора от Хага от 1720 г. Сицилия се връща под владенията на Хабсбургите, този път зависими от Австрия.
Хабсбургски крале на Сицилия
- Карл IV (1720-1734)

Кралството и едноименният остров, в резултат на събитията от Войната на четворния съюз, са управлявани от вицекралете от името на Австрийските Хабсбургит от 1719 до 1734  г., когато са отстъпени като част от договорите в резултат на Войната за полското наследство на Карлос III от Испания.

## Управление на династията на Бурбоните

### Карлос III
През август 1734 г. Кралство Сицилия, както и Кралство Неапол преди него, е нападнато от испанските войски на Карлос III де Бурбон, основател на династията на Неаполитанските Бурбони. Войските на инфанта на Испания побеждават австрийците, без да срещат силна съпротива (с изключение на Месина, Сиракуза и Трапани, които се съпротивляват повече от шест месеца), изваждайки Сицилия от австрийското господство и на 3 юли 1735 г. Карлос е коронясан в Палермо за крал на Сицилия.
Конституцията на новата монархия на Бурбоните официално освобождава Сицилия от състоянието на вицекралство, което се връща като независима държава, въпреки че всъщност е в лична уния с Кралство Неапол. Коронацията се състои, когато част от Сицилия все още е под австрийски контролː тази скорост му е наложена от необходимостта да признае претенциите върху кралствата Сицилия и Неапол, тъй като те са считани за феодални владения на Църквата от Светия престол.
Коронацията в Сицилия кара сицилианската аристокрация да повярва, че кралят иска да установи резиденцията си в Палермо, а не в Неапол. След седмица обаче Карлос заминава за континента, установявайки двора си в Неапол, и този избор предизвиква атмосфера на разочарование което укрепва древното разделение между Неапол и Сицилия. В Палермо той оставя като вицекрал Херцога на Монтемар, който е командващ испанския експедиционен корпус.
Политиката на новия суверен се характеризира с реформи, насочени към модернизиране на администрацията и хазната и насърчаване на търговията. По-специално обаче кралят предприема интервенции, насочени към ограничаване на църковната и баронска власт. Баронството всъщност е придобило функции и правомощия, специфични за короната, които суверенът възнамерява да присвои отново. Реформите в Сицилия придобиват известен консенсус, когато Карлос избира принц Бартоломео Корсини за вицекрал на острова, политиката му има „конституционен“ отпечатък, което е много необичайно за онова време, това му позволява да действа като посредник между правителствените директиви и възраженията на управляващата класа на острова. Независимо от това реформаторската политика на краля е силно оспорвана от аристокрацията и претърпява тежък неуспех, дотолкова че суверенът трябва да я изостави и последните години от неговото управление се характеризират парадоксално с напълно противоположна управленческа философия.

### Фердинанд III
През 1759 г., след смъртта на брат си Фернандо VI, Карлос III става крал на Испания, докато Кралство Сицилия и Кралство Неапол са възложени на неговия третороден син – 8-годишния Фердинанд. Регентският съвет, на който е поверен младият Фердинанд I Сицилийски, възобновява стария реформаторски проект, който продължава дори след пълнолетието на суверена. Както се случва с баща му, Фердинанд трябва да положи клетва да спазва конституциите и привилегиите на кралството, но това не се случва, тъй като той все още е непълнолетен. Навършвайки пълнолетие, регентът Бернардо Танучи решава, тъй като е против баронската власт на острова, че кралят няма да полага никаква клетва – това е източник на конфликт между управляващото семейство и сицилианската аристокрация. От особено значение е реквизицията и последващата продажба на богатото поземлено наследство на разпуснатия религиозен орден на Обществото на Исус. Приблизително 34 000 хектара са продадени на търг и част от тях са извадени от баронажа и запазени за дребни фермери: над три хиляди от тях получават части от земя.
Тази социална политика, насочена към преразпределение на земята на бедните фермери, представлява първият сериозен опит за реформа и колонизация на южните латифундии, представлявайки най-значимата операция за аграрна реформа, прилагана в Италия през 18 век. Новият план за реформи също е силно оспорван от бароните. Отговорът на короната е да измести сицилианската аристокрация от основната роля на управление на страната, като я поставя на второстепенна позиция. Утвърждава се антибаронска ориентация, която след това става антисицилианска, което води до подкрепа на политика, в която Неапол има пълно надмощие над Палермо. Всичко това впоследствие повлиява на ролята на „сицилианската партия“ в съдбата на Кралството на двете Сицилии. 
През 1774 г. новият вицекрал на Сицилия е принц Марк Антонио Колона – неаполитанец по осиновяване, той прекъсва обичая, според който вицекралят се избира в ненеаполитански среди. Сицилианските барони и кралица Мария Каролина застават на страната на маркиз Танучи и за удовлетворение на сицилианската аристокрация Танучи се отказва от позицията си. Мария Каролина го заменя с маркиз Бекадели, който с политиката си в крайна сметка нанася щети на сицилианското баронство. През 1795 г. сицилианският патриот Франческо Паоло ди Блази – привърженик на републиканските идеи и идеите за независимост, застъпник на правата на човека, е арестуван, съден и екзекутиран по обвинения в заговор за създаване на Сицилианска република.

## Новата конституция и край на кралството
С наполеоновите завоевания (Наполеонови войни) на Кралство Неапол Фердинанд III, който поддържа контрола над Сицилия, също благодарение на подкрепата на Англия, е принуден да напусне континенталната столица Неапол и да намери убежище в Палермо през 1798 г. Той се завръща в Неапол след споразуменията с Наполеон през 1802 г., но поради френското нахлуване в Неаполитанското кралство се завръща в Палермо през 1805 г., при особено студена атмосфера. Ролята, изиграна от британците в управлението на острова, е изключително инвазивна, но поне е инструмент за предоставянето на новата сицилианска конституция, желана през 1812 г. от Сицилианския парламент, който е засегнат от стремежа към свобода и модерен конституционализъм, който окончателно отделя Сицилия от Неапол – конституция, вдъхновена от английския модел. Новата конституционна харта, нехаресвана от Фердинанд, според лорд Актън, в крайна сметка става отличен пропаганден инструмент за Бурбоните, но е осъдена от много от благородниците, гласували за нея, когато разбират, че тя отнема древната им власт.
След поражението на Наполеон с Виенския конгрес древните граници на европейските държави са почти всички възстановени. Фердинанд си възвръща континенталното кралство, но губи суверенитета над Малта, напускайки Палермо през 1815 г. През декември 1816 г. той обединява отново двете кралства Отвъдморска Сицилия и Отсамна Сицилия в една държава – Кралството на двете Сицилии, възстановявайки повече или по-малко границите на древното кралство от 1282 г. С името „Фердинанд I“ владетелят на Бурбоните приема титлата „крал на Двете Сицилии“. Изоставянето на личната уния на двете кралства и сливането им в една държавна единица, където от 1817 г. Неапол поема ролята на единствена столица, следователно има за последица потискането на Кралство Сицилия, на конституцията и загуба за Палермо на централата на централното правителство и де факто затварянето на сицилианския парламент, което предизвиква недоволство в сицилианското обществено мнение. Потискането на кралството поражда народни бунтове, с първите въстания през 1820 г.
Кралете от династията на Неаполитанските Бурбони
- Карлос V (1735 – 1759)
- Фердинанд III (1759 – 1816)

Официалното разпускане на кралството, което е подчинено на Неапол и отменено от Бурбоните, поражда протестно движение на целия остров и на 15 юни 1820 г. независимите се надигат (около 14 000 пушки от арсенала на Палермо попадат в ръцете на бунтовниците), водени от Джузепе Алиата ди Вилафранка – прочут председател на държавния съвет. В Палермо (18-23 юни) е създадено правителство, председателствано от принц Патерно Кастело, който възстановява сицилианската конституция от 1812 г. с подкрепата на англичаните. На 7 ноември 1820 г. крал Фердинанд III изпраща армия (около 6500 войници, които се присъединяват към същия брой гарнизони в източната част на Сицилия, които не са въстанали) по заповед на Флорестано Пепе (по-късно заменен от генерал Пиетро Колета), който той бързо завладява отново Сицилия с кървави битки и възстановява абсолютната монархия, подчинявайки отново острова на Неапол. Други бунтове, този път в Източна Сицилия, избухват през 1837 г.

## Възраждане

### Революция от 1848 г.
На 12 януари 1848 г. започва антибурбонско революционно движение, първо в Палермо и след това в цяла Сицилия, водено от Розолино Пило и Джузепе Ла Маса. Сицилия е обявена за независима, докато армията на Бурбоните, оказвайки слаба съпротива, се оттегля от острова. На 23 януари се събира генералният комитет, чиито лидери са сицилианските патриоти Винченцо Фардела ди Тореарса, Франческо Паоло Перес и Руджеро Сетимо (президент), Мариано Стабиле (генерален секретар) и Франческо Криспи, който е специално отговорен за издиганнето на барикади. На 25 март сицилианският парламент е отворен отново след около 30 години, председателстван от Винченцо Фардела ди Тореарса, и е установено конституционно правителство. Указ, одобрен от парламента на 13 април, обявява монархията на Бурбоните за отпаднала.
На 10 юли 1848 г. е провъзгласена новата конституция, която гласи: „Сицилия винаги ще бъде независима държава. Кралят на сицилианците няма да може да царува или управлява никоя друга страна. Ако това се случи, то ще бъде прекратено ipso facto. Простото приемане на друго княжество или правителство също ipso facto води до неговата конфискация.“
В парламента политическата ориентация е в рязък контраст. Има монархисти и републиканци, които се стремят към независимост на острова, федералисти към конфедеративна Италия в много държави и унитаристи, но всички нетърпеливи да освободят Сицилия от Бурбоните. На 27 май Тринакрия, поставена в центъра на италианския трикольор, е приета като символ на острова от Сицилианския парламент: „Парламентът постановява, че от тук нататък гербът на Сицилия е знакът на Тринакрия без каквато и да е легенда. Съставено и решено в Палермо на 28 март 1848 г“.

## Последно кралство
На 10 юли 1848 г. Мариано Стабиле заявява пред Долната камара на сицилианския парламент, че Франция и Англия ще признаят независимостта на Сицилия веднага щом бъде избран новият крал. На 13 юли е провъзгласено Кралство Сицилия. Новото правителство предлага короната на кралството на херцога на Генуа Фердинанд Савойски, по-малък брат на бъдещия крал на Италия, с името „Алберт Амадей I Сицилиански“, който обаче, зает в първата война за независимост, отказва.
В края на август експедиционен корпус на армията на Бурбоните с 16 000 души, командван от Карло Филанджери, започва обсадата на Месина. През двата месеца на битка в Месина има седем различни основни фази на бурбонската артилерийска бомбардировка на града, както и жестоки пехотни битки. Бомбардировката и пожарите предизвикват протести сред присъстващите чуждестранни дипломати, а именно консулите на Белгия, Дания, Франция, Англия, Холандия, Русия и Швейцария.
През първите месеци на 1849 г. армията на Бурбоните започва повторното завладяване на острова от Месина. На 7 април, след ожесточени битки, Катания е превзета отново и на 14 май 1849 г. Филанджери си връща владението над Палермо, докато сицилианските лидери отиват в изгнание. Така последната независима държава Сицилия просъществува 17 месеца.

## Обяснителни бележки
1. ↑  Името duana идва от арабското dîwân, на свой ред дало началото на италианския термин dogana (митница).
2. ↑  Който по онова време има около 30 000 жители, като Генуа и Верона, докато най-населеният град в Италия е Милано с около 100 000 жители. Вж.: Federico II.   Bari-Roma, Laterza, 2004. ISBN 978-88-420-8091-6. с. 52.
3. ↑  Сред семействата, най-лоялни към партията на гибелините, трябва да се помнят Орделафи – господари на Форли, който е град, когото Фридрих възнаграждава за помощта, която получава с предоставянето на забележителни привилегии, и също така позволява да върне обратно царски орел в герба на града.
4. ↑  Историците не са съгласни относно точната дата на това отлъчване между 20 март,Цветница, посочена от Kamp, и 24 март, Велики четвъртък според Пинци; историкът йезуит Ханс Волтер твърди, с интересна индикация, че Фридрих е бил отлъчен от Църквата в неделя, 20 март, и отлъчването е било повторено от папата на следващия четвъртък, 24, по време на ритуалите на Велики четвъртък. Вж. Civitas Medievale. Т. 1.   Milano, Jaca Book, 1999. ISBN 978-88-16-30242-6.
5. ↑  "Този, който отказа мира и преговорите и само допринасяше за разногласия, не трябваше да излиза отвъд границите на отмъстителния август („augustus“): този, който действаше, за да оскърби Август.“ (Погребална реч за папа Григорий, произнесена от Фридрих II).
6. ↑  „Свалянето“ на императора е обнародвано с папска була, а не със „съборна резолюция“.
7. ↑  Има слухове, че Манфред е отровил брат си, но няма доказателства за това.
8. ↑  След 8 септември 1943 г. монасите трябва да скрият тленните му останки, които Хитлер е наредил да се върнат в Германия. И до днес, по силата на завещанието на майка му (тя напразно е бързала до Неапол, за да го откупи) в църквата на Кармин всяка година се отслужва литургия в памет на Конрадин.
9. ↑  Номерацията на този крал на Сицилия трябва да бъде „II“, тъй като той е вторият Фридрих, който царува на острова, но според историците самият той е избрал поредното „III“ в знак на почит към своя велик дядо , император Фридрих II, който също е бил крал на Сицилия и който се е представял и подписвал като: „Fridericus secundus imperator etc.  : Фридрих III се провъзгласява за свой наследник на трона на Сицилия. Той също модифицира герба на кралството, като вмъква императорските знаци на Швабската династия до тези на Арагон. Има обаче две други версии: че поредното трети („III“) означава, че той е бил третият син на Петър „Велики“, или че той е бил третият сицилиански крал, принадлежащ към Дом на Барселона.
10. ↑  Въпреки че формално е Кралство Сицилия, от договора между Карл II и Фридрих III Континенталният Юг започва да се нарича Кралство Неапол, вж. Cardini e Montesano p. 314..
11. ↑  Компромисът Каспе е процедурата, избрана от парламентаристите на Cortes на кралствата Арагон и Валенсия и от Княжество Каталония (тези от Кралство Сицилия, Сардиния и Майорка не вземат участие) за разрешаване на Арагонското междуцарствие, мотивирано от смъртта на краля на Арагонската корона и последния крал на Тринакрия Мартин Стари (1410 г.) без законен наследник.
12. ↑  Сицилийските Valli са териториална или по-често административна единица, на която е била разделена Сицилия, чиято институция се предполага, че е свързана с норманския период и чиято форма. въпреки забележителните промени през първите векове на съществуване. остава почти непроменена до административната реформа на Кралство Сицилия в ерата на Бурбоните.
13. ↑  Спорът за Липари се отнася до сблъсъка между Кралство Сицилия и Светия престол, който започна през 1711 г. от малък местен конфликт между епископа на Липари и двама данъчни служители от същия град. Този спор се превръща в точка на конфликт между роялистите и защитниците на правата на папата.
14. ↑  По-специално Актън подчертава как конституцията премахва Фидекомеса и следователно правото на мнозинство: по този начин първородният син е предотвратен да бъде единствен наследник, а вместо това наследството се разделя между всички деца. Според тези благородници, без правото на първородство, наследственото влияние на големите родове би намаляло и властта на суверена, макар и ограничена от конституцията, обаче би нараснала срещу аристокрацията. Harold Acton с. 672-673..